# Colnari
Colnari je naselje u Hrvatskoj, nalazi se u općini Brod Moravice u Primorsko-goranskoj županiji. Prema popisu stanovništva iz 2011. naselje je imalo dva stanovnika. Naselje se nalazi na 620 metara nadmorske visine

## Stanovništvo
Najviše stanovnika naselje je imalo prema popisu iz 1857. godine. Prema popisu iz 2011. godine naselje je imalo dva stanovnika i jedno domaćinstvo.
| broj stanovnika | 32    |       |       | 16    | 11    | 12    | 12    | 22    | 12    | 9     | 6     | 7     | 2     |       |       | 2     |       |
|                 | 1857. | 1869. | 1880. | 1890. | 1900. | 1910. | 1921. | 1931. | 1948. | 1953. | 1961. | 1971. | 1981. | 1991. | 2001. | 2011. | 2021. |